# رؤیاهای الکتریکی
رؤیاهای الکتریکی یا الکتریک دریمز (به انگلیسی: Electric Dreams) یک فیلم علمی تخیلی کمدی رمانتیک محصول سال ۱۹۸۴ می‌باشد که کارگردانی آن را استیو بارون (و اولین تجربه‌اش در کارگردانی فیلم بلند) بر عهده داشته و فیلمنامه‌اش را راستی لموراند نوشته است. بازیگران اصلی فیلم عبارت‌اند از لنی فون دولن، ویرجینیا مادسن، مکسول کالفیلد و با صداپیشگی باد کرت.
رؤیاهای الکتریکی در ۲۰ ژوئیهٔ ۱۹۸۴ توسط شرکت ام‌جی‌ام/یوای انترتینمنت در ایالات متحده و در ۱۷ اوت سال ۱۹۸۴ از سوی استودیوهای قرن بیستم در بریتانیا اکران شد. این فیلم نقدهای متفاوتی از سوی منتقدان دریافت کرد.